# Corynactis denticulosa
Corynactis denticulosa is een Corallimorphariasoort uit de familie van de Corallimorphidae. De wetenschappelijke naam van de soort werd in 1817 voor het eerst geldig gepubliceerd door Charles Alexandre Lesueur.